# إدموند جيمس بريستول
إدموند جيمس بريستول هو محامي وسياسي كندي، ولد في 4 سبتمبر 1861، وتوفي في 14 يوليو 1927 في تورونتو في كندا. نشط حزبياً في حزب كندا المحافظ. وقد انتخب عضو مجلس العموم الكندي.